# Kıymalı semizotu
Kıymalı semizotu (verdolaga amb carn picada), Kıymalı semizotu yemeği (menjar de verdolaga amb carn picada) o Semizotu bastısı (guisat de verdolaga) és un guisat o estofat de verdolaga a la cuina turca. Es fa amb carn picada, cebes, tomàquet (o salça), oli, sal, pebre negre, i aigua. Es pot afegir una mica d'arròs també. Es tracta de saltar les cebes i la carn (generalment de vedella) amb l'oli i després cuinar els altres ingredients a sobre d'aquesta base. Aquest plat es pot menjar amb iogurt o amb salsa de iogurt amb all a sobre.